# Gerard Lettoli
Gerard Lettoli (* 18. September 1946 in Noisy-le-Grand) ist ein ehemaliger san-marinesischer Radrennfahrer.

## Sportliche Laufbahn
Lettoli war im Straßenradsport aktiv und Teilnehmer der Olympischen Sommerspiele 1968 in Mexiko-Stadt. Das olympische Straßenrennen beendete er auf dem 60. Platz. Er war neben Enzo Frisoni einer von zwei Teilnehmern aus San Marino im Radsport. 1967 kam er im traditionsreichen französischen Eintagesrennen Paris–Ézy auf den dritten Platz.